# آرثر بيشوب
آرثر بيشوب (2 سبتمبر 1863 - 8 سبتمبر 1931) (بالإنجليزية: Arthur Bishop)‏ هو لاعب كريكت بريطاني.